# Jon Kennedy
Pour les articles homonymes, voir John Kennedy (homonymie) et Kennedy.
Jon Richard, ou Jon Kennedy, est un bassiste et chanteur anglais. Il a été membre des groupes Cradle Of Filth et Hecate Enthroned (ex-Daemonum).

## Biographie
En 1991, Jon Richard (ou Jon Kennedy) participe à la genèse du groupe de metal extrême Cradle of Filth aux côtés de Darren J. White, Paul Ryan et Daniel Lloyd Davey, alias Dani Filth. Il y joue de la basse et enregistre avec le groupe plusieurs démos. Il quitte le groupe en 1992.
Mi-1993, Jon Richard (basse et chant) forme Daemonum avec Nigel et Marc à la guitare.
En juin 1994, après un an d'écriture et de concerts dans le nord-ouest de l'Angleterre, Jon décide d'accepter une offre de Cradle Of Filth, avec qui il effectue une série de concerts pour la tournée promo de l'album The Principle of Evil Made Flesh, remplaçant un temps Robin Eaglestone, et il participe à l'écriture de l'album Dusk... and Her Embrace.
Au printemps de 1995, Jon reprend sa place au chant au sein de Daemonum, renommé Hecate Enthroned. Il enregistre la démo An Ode For A Haunted Wood. Jon, qui occupe le poste de vocaliste, opte pour des hurlements suraigus dans la lignée des cris de Dani Filth. Il enregistrera en tout et pour tout un EP et deux albums avec Hecate Enthroned avant d'être débarqué en 1999, les autres membres lui reprochant de vouloir en faire un deuxième Cradle Of Filth.

## Discographie
Cradle of Filth
- A pungent and sexual miasma (Split avec Malediction, 1992)
- Orgiastic Pleasures Foul (Démo, 1992)
- The Black Goddess Rise (Démo, 1992)
- Invoking the Unclean (Démo, 1992)

Hecate Enthroned
- An Ode For A Haunted Wood (Démo, 1995)
- Upon Promeathean Shores (Unscriptured Waters) (EP, 1995)
- The Slaughter of Innocence, A Requiem for the Mighty (Album, 1997)
- Dark Requiems... (Album, 1998)